# ميخائيل مكافري
ميخائيل مكافري (بالإنجليزية: Michael McCaffrey)‏ هو محامي وسياسي أمريكي، ولد في 18 ديسمبر 1963 في بروفيدنس في الولايات المتحدة. حزبياً، نشط في الحزب الديمقراطي. وقد انتخب عضو مجلس ولاية رود آيلاند.